# Бад-Штаффельштайн
Бад-Штаффельштайн (нім. Bad Staffelstein) — місто в Німеччині, розташоване в землі Баварія. Підпорядковується адміністративному округу Верхня Франконія. Входить до складу району Ліхтенфельс.
Площа — 99,39 км2. Населення становить 10 474 ос. (станом на 31 грудня 2020).

## Відомі люди
Народились
- Адам Різе (1492—1559) — німецький математик